# کرگ وایتون
کرگ وایتون (انگلیسی: Craig Wighton؛ زادهٔ ۲۷ ژوئیهٔ ۱۹۹۷) بازیکن فوتبال اهل بریتانیا است.
از باشگاه‌هایی که در آن بازی کرده‌است می‌توان به باشگاه فوتبال داندی اشاره کرد.